# ماروخا مایو
ماروخا مایو (اسپانیایی: Maruja Mallo‎؛ ‏ ۵ ژانویهٔ ۱۹۰۲ – ۶ فوریهٔ ۱۹۹۵) با نام اصلی آنا ماریا گومس گونسالس نقاش سورئالیست اهل اسپانیا بود. او به عنوان یکی از هنرمندان نسل '۲۷ در جنبش آوانگارد اسپانیا شناخته می‌شود.

## زندگی‌نامه
ماروخا مایو چهارمین دختر از چهارده فرزند خانوادهٔ خوستو گومس مایو (مقام رسمی گمرک و اهل مادرید) و ماریا دل پیلار گونسالس لورنسو، که در ۵ ژانویه ۱۹۰۲ در شهر بیویرو اسپانیا به دنیا آمد. او خواهر بزرگتر مجسمه‌ساز کریستینو مایو (زادهٔ شهر توی در ۱۹۰۵) بود.

## سال‌های اولیه
هنگامی که ماروخا مایو دختر کوچکی بود، بین زندگی کردن با والدینش و زندگی در کنار عمه‌اش (جولیانا لاسترس کارر) و دایی‌اش (رامیرو گونزالس لورنزو) جابه‌جا می‌شد. در دوران زندگی با عمه و دایی‌اش، او احساس کرد که از این محیط الهام می‌گیرد تا خود را از طریق هنر بیان کند. پس از تولد یکی از برادرانش، خانواده به آبیلس نقل مکان کردند، و مابین سال‌های ۱۹۱۳ تا ۱۹۲۲ در آنجا ماندند.
در سال ۱۹۲۲، زمانی که ۲۰ ساله بود، خانواده مایو به مادرید نقل مکان کردند. در آنجا، او در آکادمی سلطنتی هنرهای زیبا در سان فرناندو کرد تحصیل کرد و تا سال ۱۹۲۶ در آنجا ماند. در مادرید او با هنرمندان، نویسندگان و صاحب‌نظرانی از نسل '۲۷ اسپانیا آشنا شد، از جمله سالوادور دالی، کونچا مندس، ارنستو خیمنس کابایرو، گره‌گوریو پریتو، فدریکو گارسیا لورکا، مارگاریتا مانسو، لوئیس بونوئل، ماریا زامبرانو و رافائل آلبرتی، که او ارتباط نزدیکی با آن‌ها داشت تا زمانی که رافائل آلبریتی با ماریا ترسا لئون آشنا شد. او همچنین گروهی از زنان نسل ۱۹۲۷ به نام «لاس سینسومبررو» (به فارسی: «آن‌هایی که کلاه ندارند») را تشکیل داد. به‌طور خاص، او با کونچا مندس و جوزفینا کاناریاس ارتباط و دوستی نزدیکی داشت.
ماروخا مایو در دهه ۱۹۲۰، همچنین در بسیاری از نشریات ادبی فعالیت می‌کرد و چندین کتاب منتشر کرد. فیلسوف لیبرال و نظریه‌پرداز اسپانیایی خوزه ارتگا یی گاست آثار او را در سال ۱۹۲۸ به رسمیت شناخت و اولین نمایشگاه او را در «رِویستا دِ اوسیدنته» ترتیب داد که با استقبال زیادی مواجه شد و به خاطر اصالت و طراوت آثارش تحسین شد. این نمایشگاه شامل ده نقاشی روغنی بود که شهرهایی زیر نور آفتاب را با گاوبازان و زنان مادریدی را به نمایش می‌گذاشت و همچنین چاپ‌های رنگی از ماشین‌آلات، ورزش‌ها و سینما از اوایل قرن بود. این نمایشگاه نقطه آغازینی بود که مایو برای آثارش قضاوت شد و نه جنسیتش. در این دوران، نقاشی‌های مایو به موضوعاتی از قبیل واقع‌گرایی جدید یا رئالیسم جادویی که توسط منتقد و مورخ آلمانی «فرانتس رو» در کتاب رئالیسم جادویی در سال ۱۹۲۵ مطرح شده بود، پرداخته بود.
به گفته بیوگرافی‌نویس شیرلی مانجینی، «اگرچه تاریخ‌نگاران هنر آوانگارد اسپانیایی آغاز جنبش را در فعالیت‌های سالوادور دالی، لوئیس بونوئل، فدریکو گارسیا لورکا و دانشجوی دیگر در «رزیدنسیا»، خوزه بلو قرار می‌دهند، اما دیدگاه هنری مایو عامل مهمی در جنبش آوانگارد اسپانیایی بود.» نقاشی‌های او در دهه ۱۹۲۰ سرگرمی‌های شهری و ورزش‌ها را به تصویر می‌کشند که در چینش‌های پیچیده و تداخل‌یافته‌ای طراحی شده‌اند و جنب و جوش زندگی مدرن را به نمایش می‌گذارند. این آثار، مانند «لا وربنا» (جشنواره) در سال ۱۹۲۷، ترکیبی از فرم‌های به‌دقت تعریف‌شده و با رنگ‌های روشن است.

## دهه ۱۹۳۰ و جمهوری دوم اسپانیا
آثار ماروخا مایو در اوایل دهه ۱۹۳۰ به‌طور فزاینده‌ای سورئالیستی شد، شامل زبان بصری هندسی و موضوعاتی که از میوه‌ها تا ساختارهای کشاورزی را در بر می‌گرفت، همچنین او دیسک‌های سرامیکی با تم‌هایی از ماهی‌ها و گاوها ساخت. ماروخا از سال ۱۹۳۱ همکاری نزدیکی با رافائل آلبرتی داشت. در این سال‌ها او سری نقاشی‌های کلوآکاس (چاه فاضلاب) و کامپانیاریوس (برج‌های ناقوس) را نقاشی کرد.
اولین نمایشگاه او در پاریس در گالری پیر لوب در سال ۱۹۳۲ برگزار شد. در آنجا او وارد مرحله سورئالیستی خود شد.
او در سال ۱۹۳۳ به مادرید بازگشت و به‌طور فعال در انجمن هنرمندان ایبریایی شرکت کرد. این آغاز دوره‌ای بود که در آن علاقه‌های مایو بر روی نظم هندسی و پیچیدگی‌های طبیعت تأکید داشت.
در همان سال، مایو که به رافائل آلبرتی وفادار بود، تدریس را به عنوان استاد نقاشی در مؤسسه آره‌والو، در مدرسه مؤسسه مادرید، و در مدرسه سرامیک مادرید آغاز کرد، و در آنجا مجموعه‌ای از بشقاب‌ها را طراحی کرد که امروزه در در دسترس نیست و در آنجا مفاهیم ریاضی و هندسی را برای استفاده در سرامیک آموخت.
او به‌طور منظم با میگل اِرناندز وقت می‌گذراند، با او رابطه عاطفی داشت و همچنین در کنار هم درام فرزندان سنگ را برنامه‌ریزی کردند که الهام گرفته از رویدادهای «کاساس ویخاس» بود. از سال ۱۹۳۶، او دوران سازنده‌اش را آغاز کرد، در حالی که هنوز با نقاشان سورئالیست در لندن و بارسلون نمایشگاه برگزار می‌کرد. ماروخا مایو به عنوان معلم در «مأموریت‌های آموزشی» شرکت کرد که او را به وطنش گالیسیا نزدیک‌تر کرد، جایی که پس از چند ماه با جنگ داخلی اسپانیا مواجه شد.
در ماه مه ۱۹۳۶، سومین نمایشگاه فردی او برگزار شد که توسط ADLAN در مرکز مطالعات و اطلاعات ساخت‌وساز در خیابان سن خرونیمو مادرید سازماندهی شد، با مجموعه‌ای از شانزده نقاشی از مجموعهٔ «کلوآکاس و کامپانیاریوس»، دوازده اثر از مجموعهٔ «معماری‌های معدنی و گیاهی» و شانزده طرح از «دستورهای روستایی»، که در سال ۱۹۴۹ در کتابخانه کلن با مقدمه‌ای از ژان کاسو منتشر شد. سپس او نمایشگاهی با آنخل پلانلس از سورئالیسم بین‌المللی در گالری‌های نیو برلینگتون لندن داشت.
با بروز جنگ داخلی اسپانیا در سال ۱۹۳۶، ماروخا به پرتغال پناه برد. تمامی آثار سرامیکی او از این دوران در جنگ نابود شد. بعدها، گابریلا میسترال، که در آن زمان سفیر شیلی در پرتغال بود، به مایو کمک کرد تا به بوئنوس آیرس منتقل شود، جایی که از سوی انجمن دوستان هنر دعوت شد تا مجموعه‌ای از کنفرانس‌ها دربارهٔ یک موضوع محبوب در هنر اسپانیایی، «فرایند تاریخی در مسیر هنرهای تجسمی»، در مونته‌ویدئو و سپس در بوئنوس آیرس برگزار کند.

## تبعید
هنگامی که جنگ داخلی اسپانیا آغاز شد، ماروخا مایو به تبعید در آرژانتین رفت. در طول تبعید خود، همکاران مرد او در خلق هنر پیشرو اسپانیایی، احزاب و جنبش‌های سورئالیستی شروع به تحریم او کردند که منجر به حذف او از تاریخ هنر پیشرو اسپانیایی شد. تا سال‌های اخیر، نام مایو به ندرت در متون اسپانیایی در مورد تاریخ هنر و فرهنگ ذکر می‌شد. او بیشتر به خاطر روابط شخصی‌اش و رفتارهای جنجالی‌اش شناخته می‌شد — مانند برنده شدن در یک «مسابقه التحاد» و دوچرخه‌سواری به داخل کلیسا در حین برگزاری مراسم عشای ربانی— تا به خاطر آثار هنری‌اش. اغلب او را تنها به عنوان «نماد» یا «الهام‌بخش» نسل ۲۷ معرفی می‌کردند.
در آرژانتین، مایو سریعاً در اثر همکاری‌اش با مجله پیشرو سور که خورخه لوئیس بورخس نیز در آن مشارکت داشت، مورد توجه واقع شد. این دوران از زندگی او بود که به سفر اختصاص داده شد، جایی که بین اروگوئه و بوئنوس آیرس دررفت و آمد بود و به طراحی، نقاشی و در نهایت خلق آثار هنری می‌پرداخت. او همچنین نمایشگاه‌هایی در پاریس، برزیل و نیویورک برگزار کرد. اولین آثار او در اینجا ادامه‌دهنده مسیری بودند که با غافلگیری گندم آغاز کرده بود و شامل آثاری مانند معماری انسانی، آهنگ خوشه‌ها و پیام دریا بود. در مجموعهٔ ماسک‌ها، مایو مستقیماً از پرستش‌های همگرا در آمریکا الهام گرفت.
او در این دوران با دوستش آلفونسو ریس، سفیر مکزیک در آرژانتین، وقت می‌گذراند و تا سال ۱۹۳۸ با او بود تا در همان سال به مکزیک بازگشت. در ۲ اوت ۱۹۳۸، کاتاتای در گور فدریکو گارسیا لورکا با حضور آلفونسو ریس و موسیقی ژائومه پاهیسه و صحنه‌آرایی مایو به نمایش درآمد.
در سال ۱۹۳۹، او به سانتیاگو شیلی سفر کرد و به دعوت از چندین کنفرانس سخنرانی کرد. از دوران حضور او در بوئنوس آیرس، موزه نقاشی و طراحی مجموعه‌ای از دو نقاشی رنگ روغن روی کاغذ از مایو را در اختیار دارد که حیواناتی نیمه‌واقعی و نیمه‌فانتزی را به تصویر می‌کشند.
در سن ۳۶ سالگی، او کتابی با عنوان «آنچه در هنر اسپانیا به واسطه آثار من مردمی است» در سال ۱۹۳۹ منتشر کرد و دست به نقاشی پرتره‌های زنان زد که سبک آن، پیش‌درآمدی بر هنر پاپ در ایالات متحده آمریکا بود.
در سال ۱۹۴۲، کتاب ماروخا مایو با مقدمه‌ای از رامون گومز د لا سرنا منتشر شد. بین سال‌های ۱۹۴۵ و ۱۹۵۷، مایو دوره‌ای تاریک را پشت سر گذاشت؛ حضور عمومی و نمایشگاه‌های او کم‌تر شد. در سال ۱۹۴۵، او به شیلی رفت و به همراه پابلو نرودا از وینیا دل مار و جزیره ایستر (جزیره عید پاک) بازدید کرد و به دنبال الهام برای طراحی یک نقاشی دیواری برای یک سالن نمایش در لس آنجلس از بوئنوس آیرس بود که در اکتبر همان سال افتتاح شد. در ۱۱ اکتبر ۱۹۴۸، مایو آرژانتین را ترک کرد و به نیویورک رفت. در مارس ۱۹۵۰، او در «گالری سیلوانگی» در پاریس نمایشگاه برگزار کرد و در سال ۱۹۵۹ در «گالری بونینو» در بوئنوس آیرس. در نهایت، او از نیویورک به مادرید سفر کرد و در سال ۱۹۶۲ پس از ۲۵ سال تبعید، به اسپانیا بازگشت.